# كريد براتون
كريد براتون (بالإنجليزية: Creed Bratton)‏ مواليد 8 فبراير 1943 في مقاطعة لوس أنجلوس، الولايات المتحدة، هو ممثل أمريكي بدأ مسيرته الفنية سنة 1965.

## الأعمال
- كوينسي إم إي
- عرض بيرني ماك
- آلام المخاض
- وقت المغامرة
- غرايس وفرانكي

## روابط خارجية
- كريد براتون على موقع IMDb (الإنجليزية)
- كريد براتون على موقع ميوزك برينز (الإنجليزية)
- كريد براتون على موقع أول موفي (الإنجليزية)
- كريد براتون على موقع إن إن دي بي (الإنجليزية)
- كريد براتون على موقع أول ميوزيك (الإنجليزية)
- كريد براتون على موقع ديسكوغز (الإنجليزية)
- كريد براتون على موقع قاعدة بيانات الفيلم (الإنجليزية)